# Марсель-Монтоливе
Марсе́ль-Монтоливе́ (фр. Marseille-Montolivet) — кантон во Франции, находится в регионе Прованс — Альпы — Лазурный Берег, департамент Буш-дю-Рон. Входит в состав округа Марсель.
Код INSEE кантона — 1322. В кантон Марсель-Монтоливе входит часть коммуны Марсель.
Население кантона на 2008 год составляло 33 945 человек.

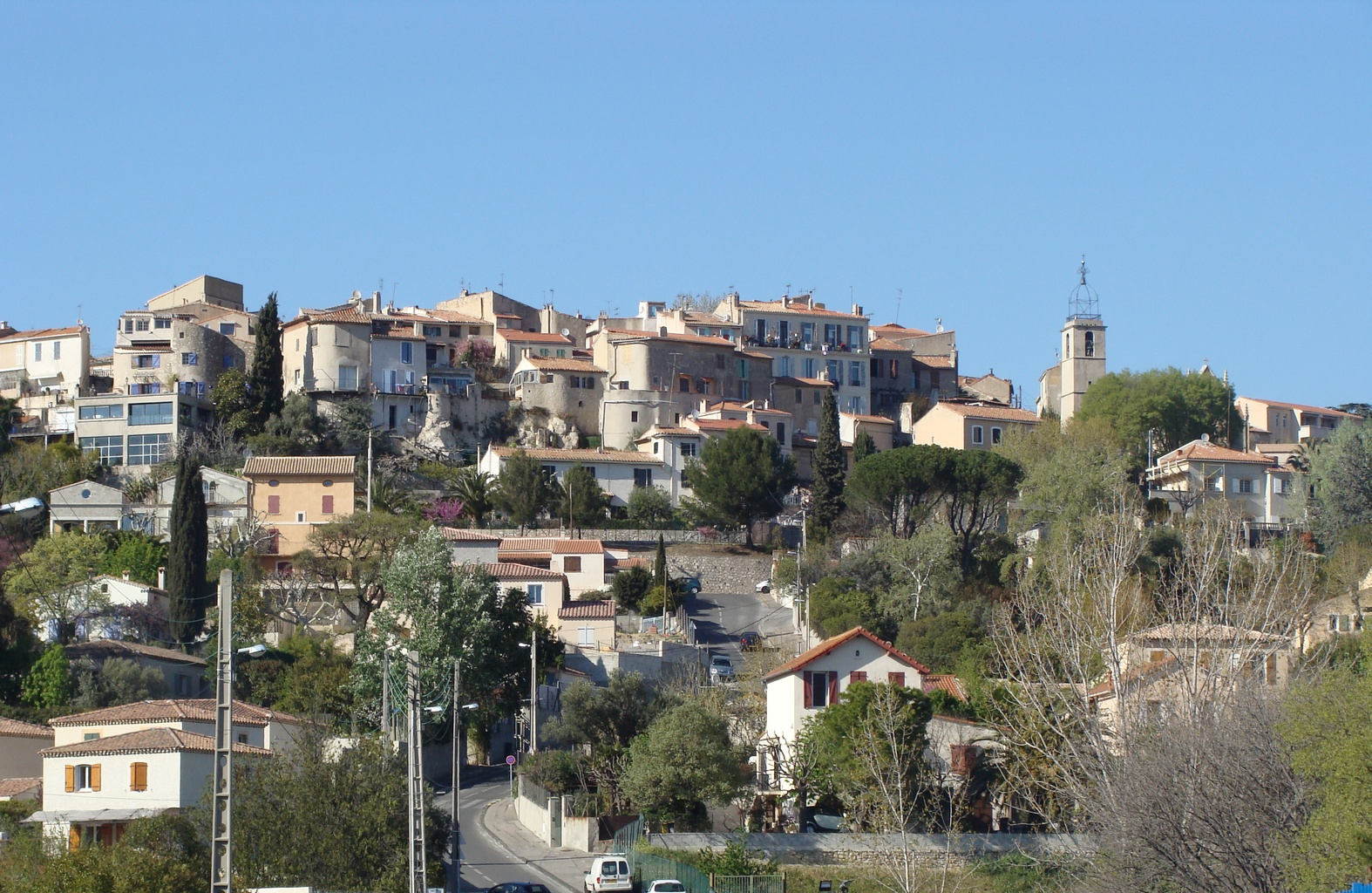
Деревня Сен-Жюльен
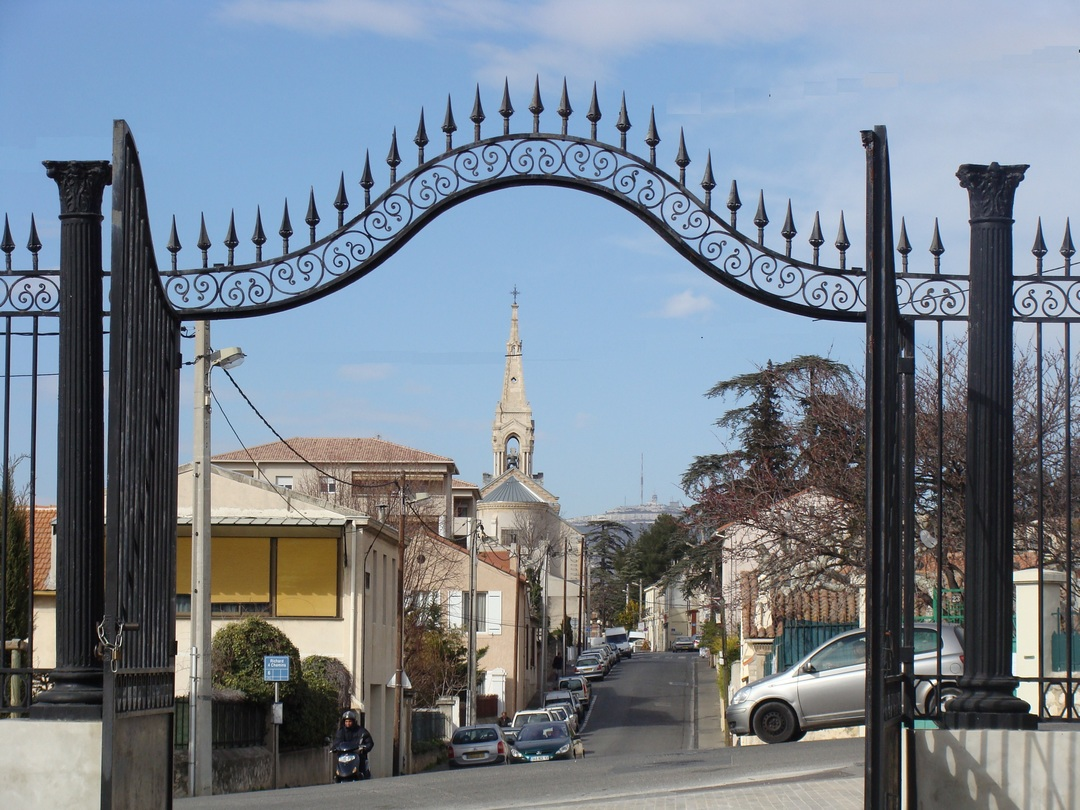
Парк Молин